# Proposition à demi indécente
Proposition à demi indécente (France) ou Proposition impossible (Québec) (Half-Decent Proposal) est le 10e épisode de la saison 13 de la série télévisée d'animation Les Simpson.

## Synopsis
Marge Simpson, épuisée par les ronflements incessants d'Homer, décide d'aller passer une nuit chez Patty et Selma (ses deux grandes sœurs). Ces dernières envoient un courriel à l'ancien compagnon de Marge, Artie Ziff, devenu un riche homme d'affaires. 
Artie fait alors une proposition à Homer : un million de dollars contre un week-end en tête-à-tête avec Marge... Le multi-millionnaire reproduit alors la soirée du bal qui l'avait vu rompre avec Marge, dans le but de la reconquérir.